# Bartonjo Rotich
Bartonjo Rotich (* 25. Mai 1938 in Kabartonjo; † 7. Oktober 2019 in Baringo North) war ein kenianischer Hürdenläufer und Sprinter.
Bei den Olympischen Spielen 1956 in Melbourne schied er über 400 m und in der 4-mal-400-Meter-Staffel in der ersten Runde aus.
1958 gewann er bei den British Empire and Commonwealth Games in Cardiff Bronze über 440 Yards Hürden und belegte mit der kenianischen 4-mal-440-Yards-Stafette den sechsten Platz. Über 400 Yards schied er im Halbfinale und mit der kenianischen 4-mal-110-Yards-Stafette im Vorlauf aus.
Bei den Olympischen Spielen 1960 in Rom erreichte er über 400 m Hürden das Halbfinale und über 400 m das Viertelfinale.

## Persönliche Bestzeiten
- 440 Yards: 47,3 s, 1960 (entspricht 47,0 s über 400 m)
- 400 m Hürden: 51,2 s, 31. August 1960, Rom